# 微觀
微觀尺度（microscopic scale）指的是物體或事件的尺度小於能夠被肉眼觀看的尺度，因此需要使用放大鏡或顯微鏡來進行清楚的觀察。在物理學裡，微觀系統的尺度大約為原子尺度或小於原子尺度（大約10Å尺度）。量子力學所研究的就是微觀世界的物理行為。

## 參閱
- 宏觀